# Goiatuba
Goiatuba, amtlich portugiesisch Município de Goiatuba, ist eine landwirtschaftlich geprägte brasilianische Gemeinde im Bundesstaat Goiás. Das Munizip liegt südlich von Goiânia, der Hauptstadt des Bundesstaates, und südwestlich von Brasília. Die Bevölkerung wurde zum 1. Juli 2021 auf 34.307 Einwohner geschätzt, die Goiatubenser genannt werden und auf einer Gemeindefläche von rund 2479,6 km² leben.

## Toponymie
Der Ortsname wurde künstlich aus den Tupí-Sprachen zusammengesetzt und soll in etwa Goiás ist groß, das große Goiás bedeuten.

## Geographie

### Umliegende Gemeinden
Goiatuba grenzt (Auflistung beginnend im Norden im Uhrzeigersinn):
- entlang der Nordgrenze von West nach Ost an Vicentinópolis, Joviânia, Morrinhos
- im Osten an Buriti Alegre und Itumbiara
- entlang des Südgrenze von Ost nach West an Panamá und Bom Jesus de Goiás
- im Westen an Castelândia und Porteirão

Die Entfernung zur Landeshauptstadt Goiânia beträgt zwischen 176 und 178 km.

### Vegetation
Das vorwiegende Biom ist brasilianischer Cerrado.

### Klima
Die Gemeinde hat tropisches Klima, Aw nach der Klimaklassifikation nach Köppen und Geiger. Die Durchschnittstemperatur ist 24,1 °C. Die durchschnittliche Niederschlagsmenge liegt bei 1498 mm im Jahr.

## Geschichte
Ursprünglich hieß der Ort Bananeiras und war nacheinander ein Distrikt von Santa Rita do Paranaíba (heute Itumbiara) und Morrinhos.
Die Gemeinde wurde durch das Lei Estadual n.º 627 vom 21. Januar 1931 aus Morrinhos ausgegliedert und erhielt Stadtrechte.

## Kommunalpolitik
Bei der Kommunalwahl 2020 wurde José Alves Vieira, genannt Zezinho Vieira, von den Progressistas (PP) zum Stadtpräfekten (Bürgermeister) für die Amtszeit von 2021 bis 2024 gewählt.

## Bevölkerung

### Bevölkerungsentwicklung
| Jahr | Einwohner | Stadt  | Land   |
| --- | --------- | ------ | ------ |
| 1940 | 11.122    | 997    | 10.125 |
| 1950 | 15.317    | 1.383  | 13.934 |
| 1960 | 18.739    | 4.213  | 14.526 |
| 1970 | 24.579    | 12.632 | 11.947 |
| 1980 | 26.937    | 18.386 | 8.551  |
| 1991 | 32.469    | 27.694 | 4.775  |
| 2000 | 31.130    | 27.806 | 3.324  |
| 2010 | 32.481    | 29.934 | 2.547  |
| 2021 | 34.307    | ?      | ?      |
| Hier fehlt eine Grafik, die leider im Moment aus technischen Gründen nicht angezeigt werden kann. Wir arbeiten daran! |           |        |        |

Quelle: IBGE (2011)

## Söhne und Töchter der Gemeinde
- Sonny Anderson (* 1970), Fußballspieler und -trainer